# 康定情歌 (电影)
《康定情歌》（英語：A Tibetan Love Song），2010年中国大陆爱情片，导演江平，主演苏有朋、居文沛、蒲巴甲、爱新觉罗·启星。

## 剧情
1949年10月1日，中华人民共和国在北京市建立，1950年，中国人民解放军进驻西藏，开始修筑“川藏公路”，大学生技术员“李苏杰”在西藏碰到了农奴藏族女孩“达娃”，为她砸开了铁锁链，这件事，使得这个淳朴的藏族女子从此爱上了他，虽然两人最终没有在一起，但是她终身未嫁。

## 演出
- 苏有朋 出演 李苏杰
- 居文沛 出演 达娃
- 蒲巴甲 出演 扎西多杰
- 爱新觉罗·启星 出演 格桑梅朵
- 翁虹 出演 曲珍主任
- 卢奇 出演 村长
- 张光北 出演 政委
- 何政军 出演 头人
- 谢润 出演 卓玛姐姐
- 吴军 出演 刘二

## 制作
主题曲《康定情歌》由宋祖英、苏有朋合唱。
居文沛以这部电影荣获“第六届中美电影节新科影后”。
苏有朋以这部电影问鼎“第二届澳门国际电影节金莲花奖最佳男主角”影帝。